# Bill Williams
Bill Williams (ur. 29 maja 1960, zm. 28 maja 1998) był projektantem i programistą gier oraz autorem wielu gier na komputery Atari, jak choćby Salmon Run, Necromancer czy Alley Cat, oraz gier na komputery Amiga: Mind Walker, Sinbad and the Throne of the Falcon, Pioneer Plague oraz Knights of the Crystallion, Monopoly na Nintendo Entertainment System i Bart's Nightmare na Super NES.
Zostawił projektowanie gier w 1992 dla studiów w seminarium w Chicago i dwa lata później ukończył teologię. Zmarł w 1998 z powodu mukowiscydozy.
Williams opublikował pracę teologiczną Naked Before God: The Return of a Broken Disciple (ISBN 0-8192-1878-2).